# Llàtzer Moix
Llàtzer Moix (Sabadell, 1955) es un periodista español.

## Biografía
Comenzó su trayectoria periodística en 1976. Dirigió durante veinte años la sección cultural de La Vanguardia. Ha sido también redactor jefe adjunto del periódico y crítico de arquitectura.

## Obras
- Queríamos un Calatrava (2016)
- Arquitectura milagrosa (2010)
- Mundo Mendoza (2006)
- Wilt soy yo. Conversaciones con Tom Sharpe (2002)
- La ciudad de los arquitectos (1996)
- Mariscal (1992)